# Mary-Kate și Ashley Olsen

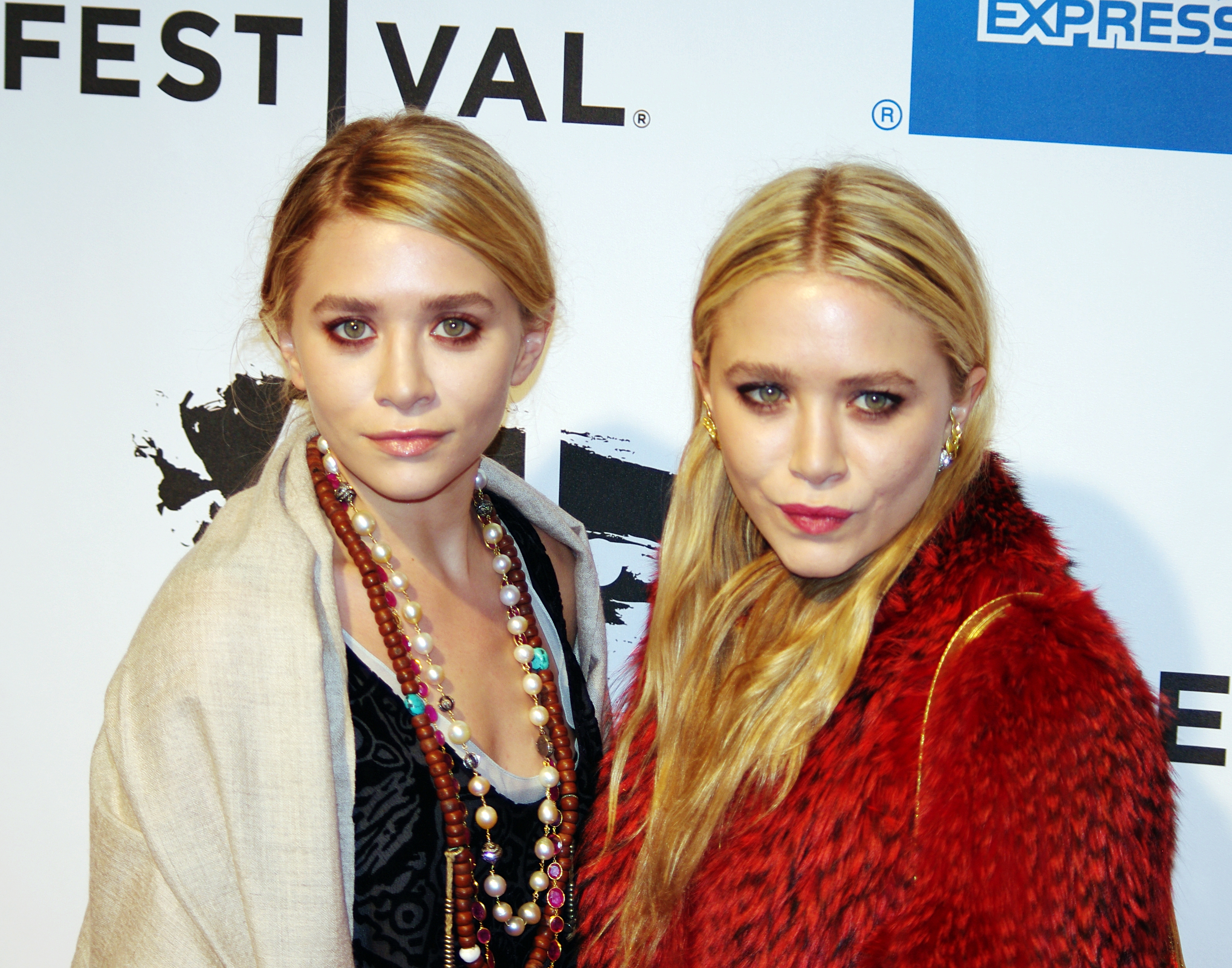
Ashley și Mary-Kate Olsen

Mary-Kate și Ashley Olsen, cunoscute și ca surorile Olsen (n. 13 iunie 1986 în Sherman Oaks, California) sunt actrițe gemene americane. Ele au jucat ca și copii în filme de cinema sau TV, mai ales rolul unor surori gemene.

## Filmografie

### TV
- 1987–1995 	Full House
- 1998–1999 	Two of a Kind
- 2001–2002 	Mary-Kate and Ashley in Action!
- 2001–2002 	So Little Time

### Seriale
- 1994–1997 	The Adventures of Mary-Kate & Ashley
- 1995–2000 	You're Invited to Mary-Kate & Ashley's...

### Filme cinema
- 1992 	To Grandmother's House We Go
- 1993 	Double, Double, Toil and Trouble
- 1994 	How the West Was Fun
- 1994 	The Little Rascals
- 1995 	It Takes Two
- 1998 	Billboard Dad
- 1999 	Switching Goals
- 1999 	Passport to Paris
- 2000 	Our Lips Are Sealed
- 2001 	Winning London
- 2001   Holiday in the Sun
- 2002 	Getting There
- 2002 	When in Rome
- 2003 	The Challenge
- 2003 	Charlie's Angels: Full Throttle
- 2004 	New York Minute